# 統一商事法典

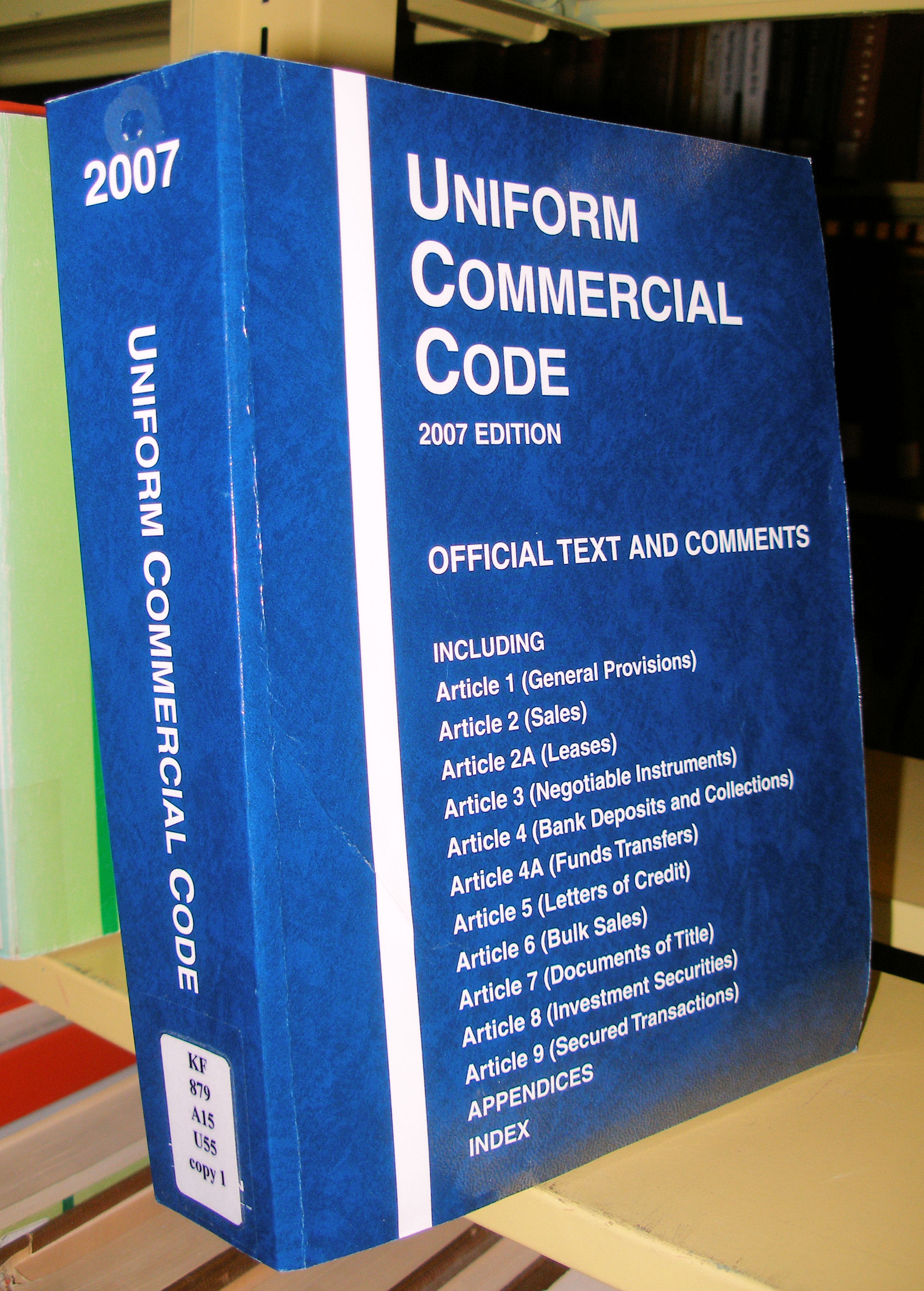
2007年版の統一商事法典

統一商事法典（、英: Uniform Commercial Code, UCC）とは、アメリカ合衆国の商事モデル法典の一つである。

## 概要
米国の民法ないし商法は、州ごとに異なるが、州際の商取引を円滑にするため、アメリカ法律協会（American Law Institute, ALI）
と、アメリカ法曹協会（American Bar Association,ABA）によって組織される統一州法委員会全国会議（National Conference of Commissioners on Uniform State Laws, NCCUSL）が1952年にこの法典を発表した。UCCは主に動産の取引について規定している。
UCCはNCCUSLおよびALIの長期間にわたる共同プロジェクトの成果であり、分量および精緻さの両面で最大の規模の統一法典である。Herbert F. Goodrich判事が1952年に発表された初版の編集委員会議長を務め、Karl N. Llewellyn、William Schnader、Soia Mentschikoff、Grant Gilmoreら、米国法学界の第一人者たちによって起草された。
この法典は民間団体の作成によるものであり、それ自体法律としての効力を有さず、各州において同内容の立法をすることを勧告するものにすぎない。しかし、州の立法府において採択されれば州法典の一部を構成し、法律としての効力を有することになる。州では統一法を一字一句変えずに採択することも可能であるし、一部の事項について修正を加えることが必要であると立法府が判断する場合は修正して採択することも可能である。修正が小規模のものである限り、州間の法の統一という目的を阻害することはない。
この法典は数回の改訂を経ているため複数の版があるが、全米50州およびコロンビア特別区、プエルトリコ、グアム、米領バージン諸島のすべてでいずれかの版が州法として発効している。ルイジアナ州では大陸法に由来する民法典によって物品売買を規律しているため、UCCの第2章は採択していないが、その他の大半の規定を取り入れている。

## 条項
1952年統一商事法典は10年間の作業の後に発表され、その後1999年まで改訂が加えられた。各章の内容は以下の通り。
| 章番号 | 題名                                     | 内容                             |
| 1      | 総則                                     | 定義、解釈の原則                 |
| 2      | 売買                                     | 物品の売買                       |
| 2A     | リース                                   | 物品のリース                     |
| 3      | 流通証券                                 | 貨幣、手形および小切手等         |
| 4      | 銀行預金                                 | 銀行、預金および取立手続         |
| 4A     | 資金移動                                 | 銀行間の資金移動方法             |
| 5      | 信用状                                   | 信用状を使用する取引             |
| 6      | 一括売買                                 | 資産競売および処分あるいは売却   |
| 7      | 倉庫証券、運送証券およびその他の権原証券 | 物品の保管                       |
| 8      | 投資証券                                 | 株式、社債などの有価証券         |
| 9      | 担保取引                                 | 動産や債権に関する担保権の設定等 |